# Fågelås församling (före 1903)
Fågelås församling var en församling i  Skara stift. Församlingen uppdelades 14 mars 1902. Församlingen återbildades 2006 med samma namn. 

## Administrativ historik
Församlingen har medeltida ursprung. Någon församling med detta namn existerade inte mellan 14 mars 1902 och 2006 då den återbildades.
Församlingen utgjorde tidigt ett eget pastorat för att därefter från omkring 1400 till 1550 vara moderförsamling i pastoratet Fågelås och Hjo. Från 1550 till 1568 möjligen ett eget pastorat för att därefter till 1 maj 1873 vara moderförsamling i pastoratet Fågelås, Hjo stadsförsamling och Hjo landsförsamling som även omfattade mellan 1626 och 1629 Brandstorps församling. Från 1 maj 1873 till 14 mars 1902 utgjorde församlingen ett eget pastorat. 14 mars 1902 utbröts Södra Fågelås församling och församlingen, omfattande den kvarstående delen namnändrades till Norra Fågelås församling.

## Organister
Organister i Norra Fågelås kyrka
| Period    | Namn                  | Levnadstid | Övrigt   |
| --------- | --------------------- | ---------- | -------- |
| 1723-1738 | Daniel Bruse          | 1673-1738  | Organist |
| 1840-1772 | Jonas Hellberg        | -1791      | Organist |
| 1775-1833 | Abraham Jachaeus      | 1750-1833  | Organist |
| 1833-1834 | Emanuel Jonsson Olin  | 1784-1862  | Organist |
| 1834-1882 | Karl Fredrik Holmberg | 1813-1882  | Organist |

Organister i Södra Fågelås kyrka
| Period    | Namn                   | Levnadstid | Övrigt   |
| --------- | ---------------------- | ---------- | -------- |
| 1688-1693 | Anders Månsson         |            | Organist |
| 1727-1728 | Daniel Bruse           | 1673-1738  | Organist |
| 1729-1738 | Johan Lindbom          | 1704-1749  | Organist |
| 1840-1772 | Jonas Hellberg         | -1791      | Organist |
| 1772-1796 | Abraham Jachaeus       | 1750-1833  | Organist |
| 1796-1826 | Johan Wahlström        | 1765-1826  | Organist |
| 1826-1840 | Anders Pettersson      | 1800-1840  | Organist |
| 1840-1846 | Otto Holmberg          | 1823-1875  | Organist |
| 1846-1862 | Anders Johan Råhlander | 1820-1886  | Organist |

## Kyrkor
- Norra Fågelås kyrka.
- Södra Fågelås kyrka